# Demi-sec
Demi-sec – drugi album studyjny polskiego zespołu popowego Blue Café, który został wydany 4 grudnia 2003 nakładem EMI. Autorami tekstów wszystkich piosenek z płyty są Paweł Rurak-Sokal i Kamila Sowińska.
Album podzielony jest na dwie części: Demi (siedem piosenek) i Sec (jedenaście piosenek). Zespół w wywiadzie dla portalu interia.pl tak tłumaczył tytuł albumu: Tytuł dosłownie znaczy „półwytrawne”. Koncepcja płyty utrzymana jest w takim stylu – część pierwsza, „demi”, jest bardziej uniwersalna, natomiast część druga, „sec”, jest bardziej osobista, bardziej wytrawna i takie było założenie.
Album promowany był przez single: „Do nieba, do piekła”, „Love Song” (z którym zespół reprezentował Polskę w 49. Konkursie Piosenki Eurowizji w Stambule) i „Złość”. Jest to ostatni album, który zespół nagrał z Tatianą Okupnik. 24 stycznia 2004 roku uzyskał certyfikat złotej płyty.
Po premierze płyty tenor Marek Torzewski złożył doniesienie w prokuraturze o naruszeniu praw autorskich, oskarżając zespół o bezprawne wykorzystanie nagranych przez niego próbnie wokaliz w utworze „Francuski”. Muzycy w oświadczeniu podkreślili, że Torzewski „świadomie i z własnej woli wziął udział w nagraniu”, a oskarżenia tenora uznali za „pomówienie”.

## Lista utworów

### Demi
1. „Złość”
2. „Ręce do góry”
3. „Love Song”
4. „Do nieba, do piekła”
5. „Da me amor”
6. „I Dream of...”
7. „Francuski”

### Sec
1. „Uśmiech w stronę Milesa”
2. „I Love Jazz”
3. „Sweet Love”
4. „Share Your Love”
5. „Sunny Days”
6. „Equal”
7. „By My Side”
8. „Bez tytułu”
9. „Bida” [Bonus]
10. „Vivat Goran” [Bonus]
11. „I Remember” [Bonus]

## Sprzedaż
| Oficjalna Lista Sprzedaży OLIS |    |    |    |    |    |    |    |    |    |    |    |    |    |    |    |    |    |    |    |    |    |    |    |    |    |
| Tydzień                        | 01 | 02 | 03 | 04 | 05 | 06 | 07 | 08 | 09 | 10 | 11 | 12 | 13 | 14 | 15 | 16 | 17 | 18 | 19 | 20 | 21 | 22 | 23 | 24 | 25 |
| Pozycja                        | 19 | 13 | 13 | 13 | 10 | 8  | 3  | 3  | 4  | 6  | 14 | 14 | 21 | 28 | 31 | 37 | 41 | 42 | 44 | 44 | 45 | –  | –  | –  | 42 |
| Tydzień                        | 26 | 27 | 28 | 29 | 30 | 31 | 32 | 33 | 34 | 35 | 36 | 37 | 38 | 39 | 40 | 41 | 42 | 43 | 44 | 45 | 46 | 47 | 48 | 49 | 50 |
| Pozycja                        | 41 | 46 | 44 | 47 | 49 | –  | –  | –  | –  | –  | –  | –  | –  | –  | –  | –  | –  | –  | –  | –  | –  | –  | –  | –  | –  |